# Thomas Meehan

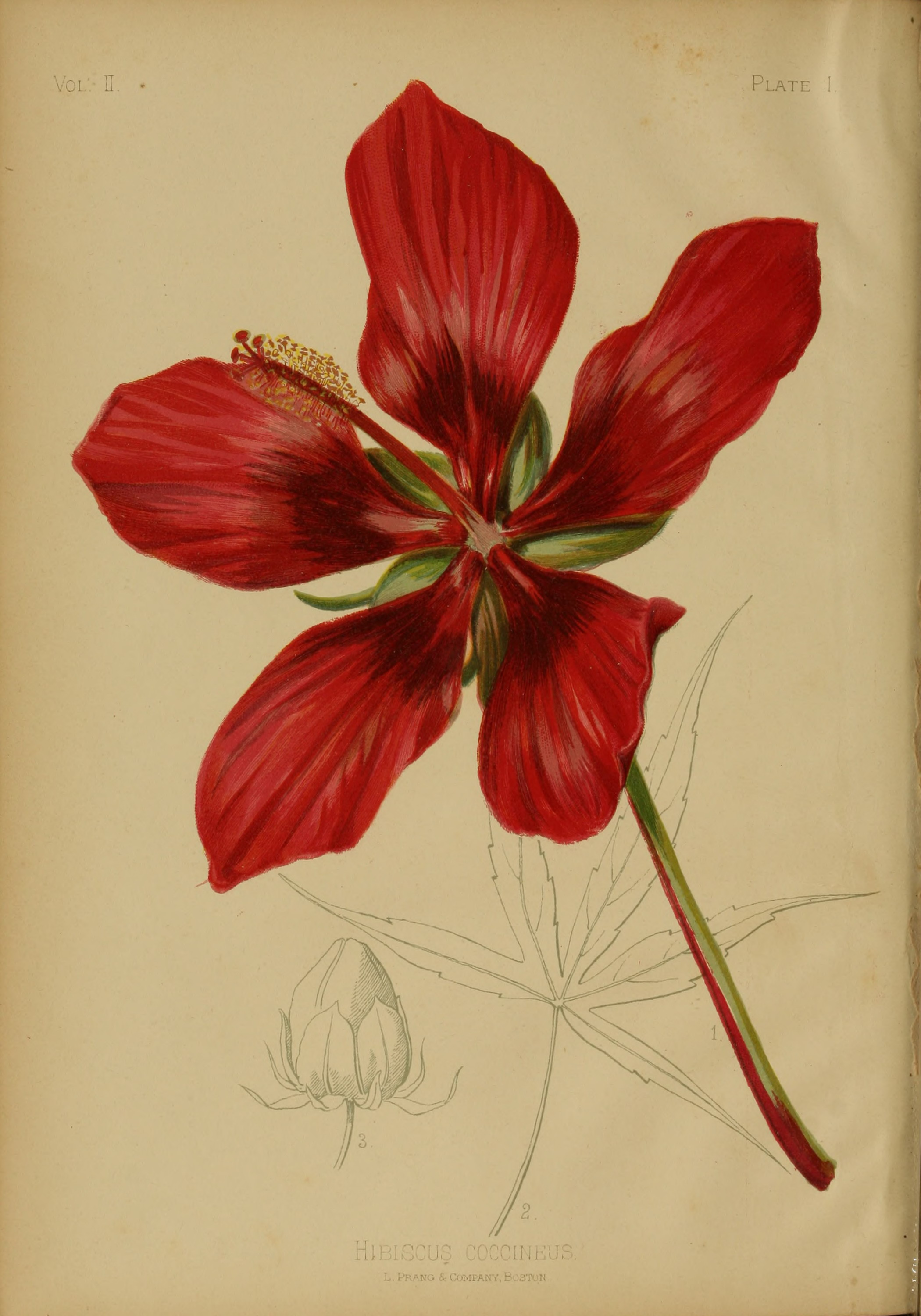
Hibiscus coccineuspor Louis Prang en The Native Flowers and Ferns of the United States, vol. II por Thomas Meehan

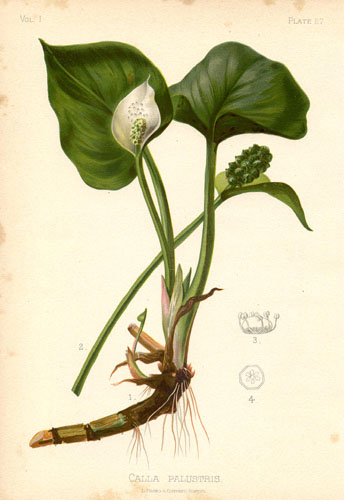
Calla palustrispor Alois Lunzer en The Native Flowers and Ferns of the United States

Thomas Meehan (Potters Bar, 21 de marzo de 1826 – 19 de noviembre de 1901) fue un notable horticultor, botánico, escritor británico. Trabajó en Kew Gardens como jardinero entre 1846 a 1848, y posteriormente se trasladó a Germantown, Filadelfia. Fue fundador del mensuario Meehan’s Monthly (1891–1901) y editor del Gardener’s Monthly (1859–1888).
Meehan creció en la Isla de Wight. Su interés por las plantas fue iniciada por su padre, que era jardinero. Publicó su primera contribución botánica a los catorce, que lo llevó a pertenener a la "Sociedad Wernerniana". Sus conocimientos y habilidades dieron como resultado obtener una posición en Kew Gardens desde 1846 a 1848, donde fue influenciado por William Jackson Hooker.
Meehan viajó a Filadelfia en 1848, y trabajó para el dueño del Bartram's Garden, con el pionero constructor de locomotoras Andrew M. Eastwick y quien, con Thomas De Kay y Joseph Harrison, habiéndose comprometido a construir el primer ferrocarril en Rusia. Meehan comenzó un vivero en asociación con William Saunders, en Germantown, Filadelfia, donde vivió con su familia por el resto de su vida. Cuando su negocio con Saunders terminó, empezó "Viveros Meehan", que convirtió luego en "Thomas Meehan & Sons" , en 1896. Sus tres hijos Thomas B. Meehan, Mendelson Meehan , J. Franklin Meehan tuvieron una carrera notable, mientras estuvieron en la guardería. J. Franklin diseñó parques y campos de golf , como por ej. Spring Ford Country Club, Ashborne Country Club, North Hills (originalmente "Edge Hill Golf Club"). Dejó "Edge Hill" para diseñar Sandy Run Country Club, donde a su vez sirvió como su primer presidente.
Meehan y sus hijos suministraron plantas a Estados Unidos y a Europa durante siete décadas, ampliándose para cubrir 60 ha, en el siglo XX. Su especialidad fueron las ornamentales, tales como arces japoneses. En 1888, Meehan redescubrió la "rosa cornejo" Cornus florida var. rubra, que se pensaba extinto, a lo largo de las orillas de la cala Wissahickon, hoy parte del "sistema municipal de Parques de Filadelfia". Sus estudios en botánica le llevaron a ser el editor de The Gardener’s Monthly (1859–1888), y luego del Meehans' Monthly (1891–1902), dos revistas de horticultura con mayor circulación en ese momento. Meehan escribió sus propias columnas de agricultura en cinco periódicos.
Mantuvo correspondencia con botánicos muy importantes como William Darlington, Josiah Hoopes, William Saunders, George Engelmann, John Torrey, Asa Gray, Maxwell T. Masters, Ferdinand von Mueller, George Nicholson , Charles Darwin.

## Premios y reconocimientos
Premios
- 1901: Medalla Veitch

Miembro
- Historical Society of Pennsylvania
- American Association of Nurserymen
- Pennsylvania Horticultural Society
- American Pomological Society
- Academy of Natural Sciences
- American Association for the Advancement of Science
- American Philosophical Society
- Royal Horticultural Society Londres

## Eponimia
Género
- (Lamiaceae) Meehania Britton ex Small & Vail[4]

Especies
- (Asteraceae) Aster meehanii Jellett[5]
- (Crassulaceae) Sedum meehanii A.Gray[6]
- (Styracaceae) Halesia meehanii Meehan[7]
- (Styracaceae) Mohrodendron meehanii Sudw.[8]

## La familia Meehan
Thomas Meehan se casó con Catharine Emma Colflesh en 1852; y sobrevivió a su esposa, con seis hijos: William E. Meehan, Thomas B. Meehan, J. Franklin Meehan, S. Mendelson Meehan, Sarah D. Meehan Lanning , Frances G. Meehan Burn. William fue Comisionado de Pesca por Pensilvania; mientras los otros tres hijos manejaron la "Firma de Horticultura de Thomas Meehan & Sons, Inc."

## Algunas publicaciones
- 'The American Handbook of Ornamental Trees. Filadelfia, 257 pp. 1853 en línea
- The Native Flowers and Ferns of the United States , 4 vols. 1878–1880 Thomas Meehan, Alois Lunzer (1840–?) y litografió Louis Prang (1824–1909). Boston 1879. Reeditó General Books LLC, 2010. 118 pp. ISBN 1-153-51668-3
- Wayside Flowers. Robson, 182 pp. 1881
- Contributions to the Life History of Plants. 16 partes. Proc. of the Natural Academy of Sci. 1887–1902
- The plants of Lewis and Clark's expedition across the continent, 1804-1806. 1898. Academy of Natural Sci. of Philadelphia. 38 pp.